# Kanadska šmarna hrušica
Kanadska šmarna hrušica (znanstveno ime Amelanchier canadensis) je listopaden visok grm z užitnimi plodovi, ki izvira iz vzhodnega dela Severne Amerike, a je danes razširjena tudi po Evropi.

## Opis
Kanadska šmarna hrušica doseže višino od 0,5 do 8 m, odvisno od pogojev. Bela socvetja, sestavljena iz od 4 do 10 belih cvetov s po petimi venčnimi listi. Cvetovi se pojavijo še pred olistanjem, običajno od aprila dalje. Kot vse šmarne hrušice, je tudi kanadska žužkocvetka.
Po koncu cvetenja se razvijejo ovalni listi z nazobčanim robom, veliki od tri do šest centimetrov, ki so na stebla nameščeni premenjalno. Sprva so listi bronaste barve, pozneje postanejo zeleni. Najopaznejši so jeseni, ko se obarvajo v oranžnordeče odtenke.
Plod je dolgo pecljata jagoda, s premerom med 7 in 10 mm, ki zori v grozdastem soplodju. Ko dozori je plod zelo sladek in temno vijolične barve.

## Razširjenost
Kanadska šmarna hrušica je naravno razširjena od Nove Fundlandije do Ontaria v Kanadi in od Maine do Alabame v ZDA. V naravi najbolje uspeva na vlažnih območjih atlantske obale, do nadmorske višine okoli 200 m.
V Evropi najbolje uspeva na toplih legah in nevtralnih do rahlo bazičnih tleh. Dobro prenaša zimski mraz in poletno vročino ter sušo.